# Semidalis faulkneri
Semidalis faulkneri is een insect uit de familie van de dwerggaasvliegen (Coniopterygidae), die tot de orde netvleugeligen (Neuroptera) behoort. 
De wetenschappelijke naam Semidalis faulkneri is voor het eerst geldig gepubliceerd door Meinander in 1990.